# Leila Abouzeid
Leila Abouzeid (en árabe: ليلة أبو زيد‎) (El Ksiba, Provincia de Beni Melal, Marruecos, 1950) es una autora marroquí en lengua árabe. Fue una de las pocas mujeres que recibió una buena educación gracias a los esfuerzos de hombres nacionalistas marroquíes que exigieron educación y oportunidades de empleo para las mujeres después de la independencia de Francia. Estudió en la Universidad Mohammed V en Rabat y en la Universidad de Texas. Comenzó su carrera en radio y televisión como periodista y trabajó como asistente de prensa para la oficina del primer ministro marroquí. En 1992 abandonó el periodismo y se dedicó a la escritura. Sus obras de ficción han sido traducidas al español, francés, inglés, y alemán.
Licenciada en Literatura Inglesa y Periodismo, ha cultivado la novela, la literatura de viajes, el género biográfico y autobiográfico, así como el relato breve, además de ser autora de varias traducciones del inglés al árabe. El año del elefante, la primera de sus novelas, aborda cuestiones como el conflicto entre la cultura marroquí tradicional y la moderna, las relaciones interfamiliares, la pobreza y el espacio ocupado por la mujer marroquí en la segunda mitad del siglo XX.
En su narrativa, su madre y su abuela respaldan las perspectivas culturales indígenas y su padre respalda los valores patriarcales occidentales y locales.

## Relación con la lengua francesa
Su programa de radio era único porque se emitía en árabe (en oposición al francés). Casi todos los programas se realizaban en francés porque la radio pertenecía al mundo de los negocios, y el francés era la lengua de los negocios en Marruecos. Como parte de su programa, ella traducía guiones de películas al árabe y realizaba lecturas dramatizadas. Uno de estas era la autobiografía de Malcom X, que tradujo al árabe para poder retransmitirlo por la radio.

Leer los libros de otros autores quizá le llevó a escribir los suyos propios. Todavía hoy se niega a usar el francés porque es el idioma de sus invasores extranjeros, y el árabe es tanto el verdadero idioma de Marruecos como el idioma del Islam. Hablando árabe, inglés y francés, Abouzeid sigue utilizando principalmente el árabe porque no quiere adaptarse a la cultura extranjera que considera que se ha apoderado de su país. No quiere defender una cultura de la que no forma parte. Para Leila, el uso de la lengua francesa está siendo sometido a invasores que ya ni siquiera están presentes. En El Último Capítulo Leila explica su opinión sobre el uso del francés en sus años escolares:
'Yo iba a una escuela privada en Rabat donde el árabe y el francés eran los idiomas de instrucción. Odiaba la lectura en francés y desarrollé una aversión a usarla fuera del aula. Esta posición temprana contra el idioma del colonialista resultó ser afortunada, ya que evitó que me convirtiera en uno de los escritores magrebíes poscoloniales (norteafricanos) que producían una literatura nacional en un idioma extranjero. Mi intensa aversión al francés puede explicar por qué recurrí al inglés como medio de comunicación con Occidente. (Abouzeid, El Último Capítulo, 153).
Leila expresa su aversión hacia la ocupación francesa y su lengua, también por razones muy personales: los franceses habían arrestado y torturado a su padre, y le habían impuesto el idioma.
En su libro Return to Childhood: The Memoir of a Modern Moroccan Woman Abouzeid le dice a sus lectores en el prefacio de la traducción al inglés: "Este trabajo está dirigido a un público no marroquí, por esto, sentí que me daría la oportunidad de corregir algunos estereotipos estadounidenses sobre las mujeres musulmanas" De este modo, Abouzeid enmarca sus memorias no tanto como una revelación de su ser interior, sino como una revisión de una "Otra" presunta percepción de sí misma. Al hacerlo, posiciona su trabajo como un tipo de "respuesta"  a discursos hegemónicos que tergiversan la realidad de la vida de las mujeres musulmanas. Sus libros parecen responder no solo a los conceptos erróneos actuales de las mujeres árabes en los Estados Unidos, sino también al legado del dominio colonial francés en Marruecos, así como a ciertos aspectos de su propia familia y país. Significativamente, ella lleva a cabo sus múltiples críticas desde un marco musulmán especialmente centrado en la mujer.

## Obras
- El año del elefante y otros relatos, Traducción de Pablo García Suárez. Granada: Alcalá Grupo Editorial, 2008 ISBN 978-8496806-57-3. Título original: Am al-fil (عام الفيل).
- الغريب : al-Gharīb
- Ruju ila al-tufula (1993), publicado en inglés como  Return to Childhood: The Memoir of a Modern Moroccan Woman, 1998